# CNBC Europe
CNBC Europe est une chaîne de télévision d'information économique et financière et est l'équivalent européen de la chaîne de télévision d'information en continu américaine CNBC. Elle est lancée sous le nom CNBC Europe en mars 1996 et fusionne avec sa concurrente European Business News, créée en 1995. Elle appartient au groupe NBC Universal. Son siège social se trouve à Londres, au Royaume-Uni.
Elle diffuse principalement les émissions de télévision de sa chaîne mère CNBC, mais sa grille de programmation comprend également des émissions de la chaîne généraliste américaine NBC, dont le talk-show Late Night with Jimmy Fallon, le bulletin de nouvelles NBC Nightly News ou l'émission politique Meet the Press.

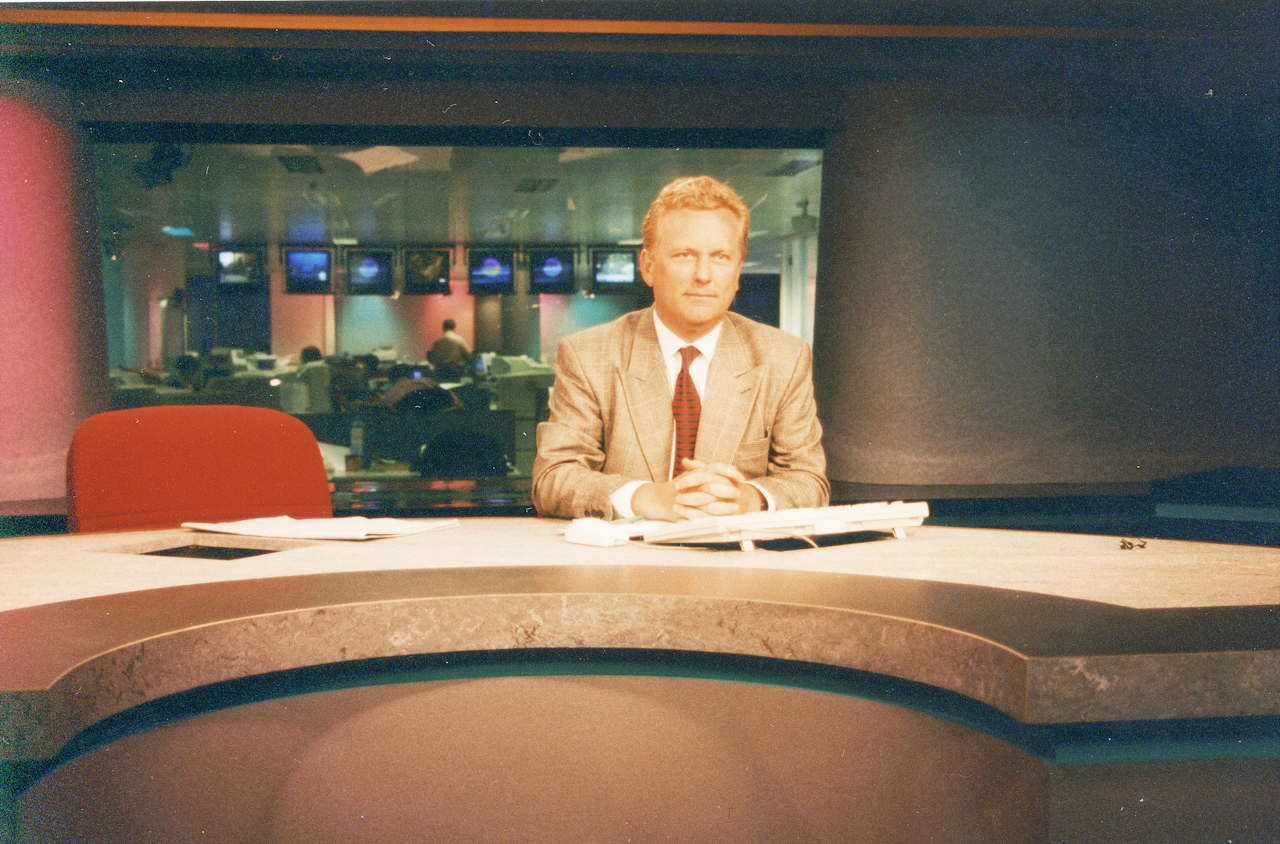
Le plateau de European Business News qui fusionne avec CNBC Europe en 1998